# Galasodes nervosella
Galasodes nervosella är en fjärilsart som beskrevs av Hans Georg Amsel. Galasodes nervosella ingår i släktet Galasodes och familjen mott. Inga underarter finns listade i Catalogue of Life.